# أليكس جاردين
أليكس جاردين (بالإنجليزية: Alex Jardine)‏ (12 أبريل 1926 في المملكة المتحدة - 6 يونيو 1978) هو لاعب كرة قدم بريطاني (وحمل سابقاً جنسية المملكة المتحدة لبريطانيا العظمى وأيرلندا) في مركز الظهير. لعب مع دندي يونايتد ونادي ميلوول.